# Securidaca
Securidaca är ett släkte av jungfrulinsväxter. Securidaca ingår i familjen jungfrulinsväxter.

## Bildgalleri

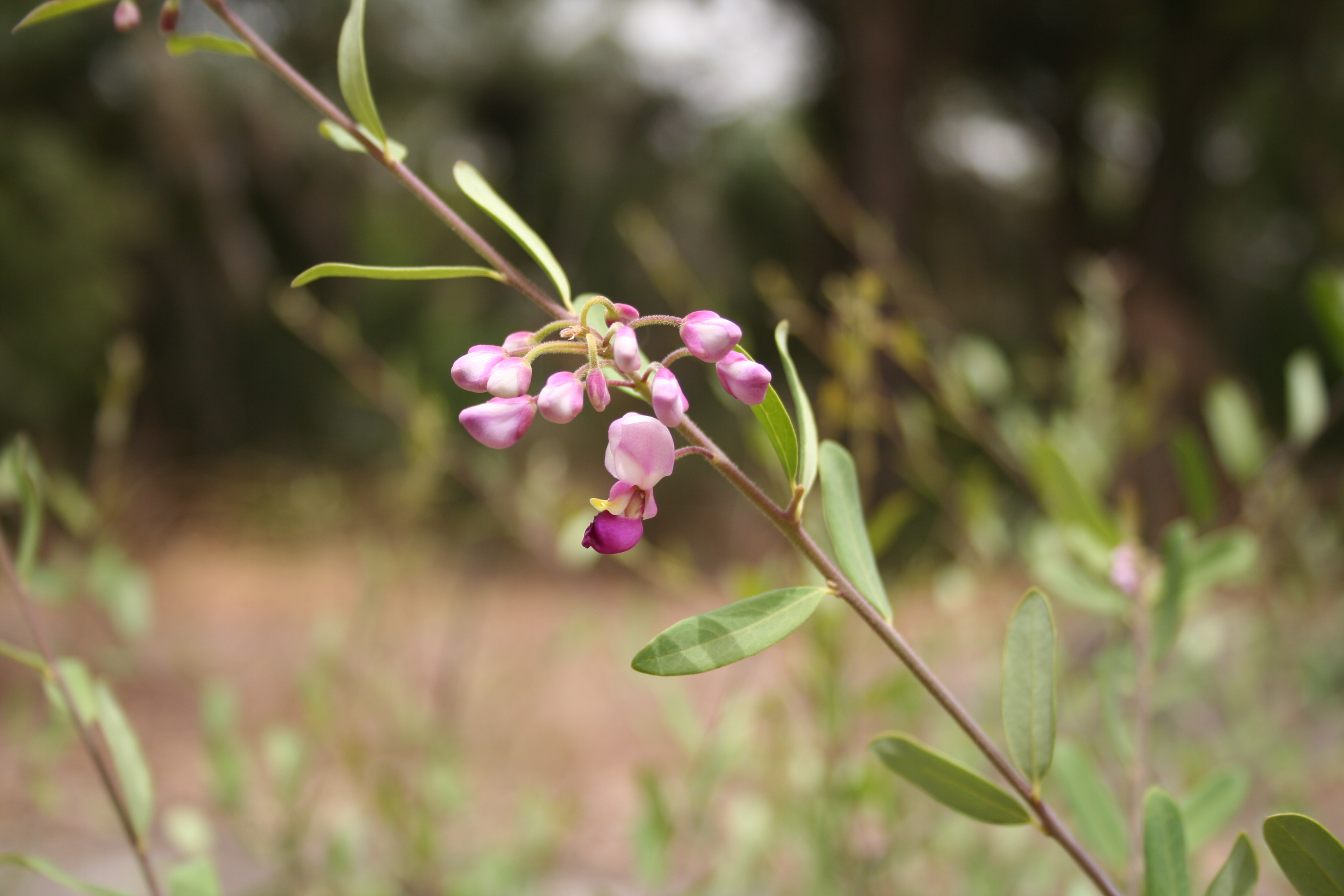

## Dottertaxa tillSecuridaca, i alfabetisk ordning[1]
- Securidaca acuminata
- Securidaca amazonica
- Securidaca atropurpurea
- Securidaca atroviolacea
- Securidaca bialata
- Securidaca brownii
- Securidaca cacumina
- Securidaca calophylla
- Securidaca cayennensis
- Securidaca coriacea
- Securidaca dasycarpa
- Securidaca divaricata
- Securidaca diversifolia
- Securidaca dolod
- Securidaca ecristata
- Securidaca elliptica
- Securidaca falcata
- Securidaca fragilis
- Securidaca froesii
- Securidaca fruticans
- Securidaca fundacionensis
- Securidaca goudotiana
- Securidaca inappendiculata
- Securidaca lamarckii
- Securidaca lanceolata
- Securidaca lateralis
- Securidaca leiocarpa
- Securidaca longifolia
- Securidaca longipedunculata
- Securidaca lophosoma
- Securidaca macrocarpa
- Securidaca maguirei
- Securidaca marajoara
- Securidaca marginata
- Securidaca micheliana
- Securidaca myrtifolia
- Securidaca ovalifolia
- Securidaca paniculata
- Securidaca pendula
- Securidaca philippinensis
- Securidaca planchoniana
- Securidaca prancei
- Securidaca pubescens
- Securidaca pubiflora
- Securidaca purpurea
- Securidaca pyramidalis
- Securidaca retusa
- Securidaca revoluta
- Securidaca rivinifolia
- Securidaca savannarum
- Securidaca scandens
- Securidaca schlechtendaliana
- Securidaca schlimii
- Securidaca speciosa
- Securidaca spinifex
- Securidaca sylvestris
- Securidaca tenuifolia
- Securidaca tomentosa
- Securidaca trianae
- Securidaca uniflora
- Securidaca warmingiana
- Securidaca welwitschii
- Securidaca virgata
- Securidaca volubilis
- Securidaca yaoshanensis